# A Lady of Quality
A Lady of Quality er en amerikansk stum dramafilm fra 1913 instrueret af J. Searle Dawley med Cissy Loftus i hovedrollen. Filmen er produceret af Daniel Frohman og Adolph Zukor og er baseret på Frances Hodgson Burnetts roman fra 1896 af samme navn.

## Medvirkende
- Cecilia Loftus - Clorinda Wildairs
- House Peters
- Peter Lang - Sir Jeoffrey Wildairs
- Hal Clarendon - Sir John Oxen
- Geraldine O'Brien - Anne